# 鈴木蘭々
鈴木 蘭々（すずき らんらん、1975年8月4日 - ）は、日本のタレント、女優、歌手、実業家。株式会社WOORELL代表取締役社長。

## 経歴

### デビュー前
東京都練馬区生まれ。東京都立代々木高等学校中退。
中学1年生の春休みに、原宿でスカウトされ芸能界に入る。1989年、本名の鈴木智子として資生堂・エクボのCMでデビュー。同年、「第1回・ミスチャンピオン」の準グランプリ（グランプリは宮内知美）にも選ばれ、週刊少年チャンピオンの巻頭グラビアを飾った。デビュー当時は長髪で、CMや表紙モデルなどで活躍。

### 1990年代
1990年、FLYING KIDSのシングル「幸せであるように」のMVに出演。
1992年、岩井俊二監督のテレビドラマ「GHOST SOUP」にて、女優デビューを果たす。
1993年、デビュー時より在籍していたモデル事務所から、ミナクル・カンパニーへ移籍。ドラマ・バラエティ番組などに出演し、フジテレビ系『ダウンタウンのごっつええ感じ』内のコント「改造人間カスタムひかる」では、松本人志扮する「若松ひかる」の妹・きらり役で注目を集める。
1994年より、フジテレビ系列の子供番組『ポンキッキーズ』にレギュラー出演。同番組では同時にレギュラーとなった安室奈美恵とのユニット「シスターラビッツ」として出演し、一躍ブレイク。ボーイッシュなショートヘアと明るいキャラクターで人気を博す。その後、バラエティーアイドルとしても活躍。
1995年8月に筒美京平プロデュースのシングル「泣かないぞェ」で歌手デビュー。
1996年CM女王（12社）として数多くのテレビCMに出演。
1997年に『木曜の怪談・魔法じかけのフウ』で連続ドラマ初主演を果たし、テレビCMは前年を上回る14社のテレビCMに出演。また同年には、阿部薫アルバム「心に太陽」の「おたんじょう日」の作詞を担当した。
1998年、ニューヨークに留学。「自分の中で出し尽くした感があって、自分を変えたい」と思って留学したが、「マドンナに会いたい」という思いもあった。この頃は長髪や金髪にしていた時期もある。社長の勧めで事務所を移籍する。

### 2000年代
2001年、LANLAN名義で、フジテレビ系ドラマ『愛と青春の宝塚』主題歌「Be With You」をリリース。
2004年、舞台『ユーリンタウン』（演出・宮本亜門）に出演。
2005年、舞台『キレイ〜神様と待ち合わせした女〜』では酒井若菜、『ジキル&ハイド』では知念里奈、の代役として出演。
2008年、『ベントラー・ベントラー・ベントラー』では平山あやの代役で出演する。演劇界では数少ない主演級を演じられる「代打女優」と言われるようになる。

### 2010年代
2011年まではバーニングプロダクションに在籍していた。
2013年に芸能生活25周年を迎え、12月に記念ライブ@DDD青山クロスシアター を開催した。
2014年12月、自身の会社WOORELL（ウーレル）を設立、基礎化粧品ブランドNARIA COSMETICS（ナリアコスメティックス）を立ち上げ、商品プロデュース開始。
2017年、舞台『ビッグ・フィッシュ』（演出・白井晃）に出演。
2018年に芸能生活30周年を迎え、11月に記念ライブ＠渋谷のJZ Bratを開催。
2019年12月17日、新たに楽曲「ビュリホー ビュリホー」（BOLSTAR MUSIC）をリリース。なお、この楽曲は2000年に世界でヒットしたAQUA「Cartoon Heroes」のカバーである。

### 2020年代
2022年4月27日、8枚目のシングルとして1998年にリリースされたシングル「キミとボク」が7インチレコードでリリース。
2023年7月26日、芸能活動35周年記念を記念した初のベストアルバムがリリース。

## 人物
- 大のネコ好きである[1]。
- 『ポンキッキーズ』に関しては、当時出演していた高泉淳子演じる「山田のぼる」が好きだったことから、事務所の社長に「出たい」と直談判して番組のオーディションを受け、レギュラー出演が決まった[10]。半年間のレギュラー出演を経て、高泉降板後は鈴木と同時期にレギュラーに就任したピエール瀧（電気グルーヴ）、BOSE（スチャダラパー）、安室奈美恵と共に番組MCを務めることになる[注 2]。
  - 前述の通り、同番組で安室とユニット『シスターラビッツ』を組んでいたが、1997年安室が番組を降板したことに伴い、事実上解散となった。鈴木は、その後も単独で1999年3月まで出演した。
- 未だに独身であり、結婚については「60歳くらいでできたら」と語っている[16]。
- 3人兄弟の末っ子長女。8歳年上の次兄は知的障害があり[17]、鈴木が18歳の時に心臓麻痺で逝去した[17]。デビュー曲である「泣かないぞェ」の歌詞など、家族に障害を持つ兄がいたことは鈴木の人生観に大きく影響を与えているという[17]。
- デビュー当時、蘭々という芸名が決まったのを知らされた時は「もう終わったな」と思い、みんなには「パンダじゃん」と言われたという。その後は「今思えばインパクトがある名前」として気に入っているとしながらも「中年（でこの名前）が一番つらい」とも話していたことがある[18]。自身は鈴木鈴（すずき りん）を希望していたが、事務所に却下されたともいう[19]。

## 出演

### テレビドラマ
- GHOST SOUP（1992年、「La cuisine」フジテレビ系） - ナナ 役
- 湘南女子寮物語（1993年、テレビ朝日系） - 今野京子 役
- 新空港物語（1994年、テレビ朝日系） - 栗山荘子 役
- 時をかける少女（1994年、フジテレビ系） - 神谷真理子 役
- おかみ三代女の戦い（1995年、TBS系） - 久松美帆 役
- 100億の男（1995年、フジテレビ系） - 渡辺真由美 役
- 愛していると言ってくれ（1995年、TBS系） - 吉田マキ 役
- 木曜の怪談・魔法じかけのフウ（1997年、フジテレビ系） - 夢野あすか 役
- 三姉妹探偵団（1998年、日本テレビ系） - 佐々本綾子 役
- 金曜エンタテイメント「マジシャン刑事」（2000年、フジテレビ系） - 辻村珠子 役
- 年下の男（2003年、TBS系） - 杉本マミ 役
- 怨み屋本舗（2006年、テレビ東京系） - 榊原美帆 役
- 嫌われ松子の一生（2006年、TBS系） - 斉藤スミ子（綾乃） 役
- 連続テレビ小説 どんど晴れ（2007年、NHK） - フリーカメラマン 水森アキ 役
- 結婚詐欺師（2007年、WOWOW） - 山崎元子 役
- おせん（2008年、日本テレビ系） - 鈴木テル子 役
- 月曜ゴールデン「税務調査官・窓際太郎の事件簿22」（2011年、TBS系） - 北見亜希子 役
- 燕は戻ってこない（2024年、NHK） - 桜井奈帆 役

### バラエティ
- ダウンタウンのごっつええ感じ（フジテレビ系）
- ミッドナイト美女図鑑（TBS系）
- ポンキッキーズ（フジテレビ系、1994年4月 - 1999年3月） - レギュラー→MC
  - beポンキッキーズ（BSフジ） - 楽曲映像・ナレーション
- 今田耕司のシブヤ系うらりんご（フジテレビ系）
- どうぶつ奇想天外!（TBS系）
- 朝だ!生です旅サラダ（テレビ朝日系、朝日放送製作　2009年4月海外マンスリー　エジプト編1 - 4）
- はなきんデータランド（テレビ朝日）
- THE夜もヒッパレ（不定期、日本テレビ）

### CM
- 資生堂ファイントイレタリー「ナチュルゴ」
- ローソン 「それいけ！ローソン通り物語」
- 武田食品工業「ビタミンレモン」「C1000タケダ」
- チョーヤ梅酒「ウメッシュ」
- 森永製菓「ハイソフト」・「ハイチュウ」・「パックンチョ」
- 東洋水産「ホットヌードル」
- パイロット（現・パイロットコーポレーション）「ハイテックCノック」・「クラッチポイント」
- スズキ「レッツ」
- ソニー・コンピュータエンタテインメント 「PlayStation」（1997年）
- SONY「Discman」
- 学生援護会「an」
- EPSON「カラリオ」
- 太田胃散「チュアブル」
- 日本リーバ 「ビタシャワー」
- ハートアップ「コンタクトレンズ」
- 富士急ハイランド「FUJIYAMA」（1996年）
- 公務員ビジネス学校（1999年）[20]

### 映画
- Love Letter（1995年、監督：岩井俊二） - 及川早苗 役
- オーバードライヴ（2004年、監督：筒井武文） - 美潮 役
- 夏音 -Caonne（2006年、監督：IZAM） - 井田朋美 役
- それでもボクはやってない（2007年、監督：周防正行） - 土井陽子 役
- やじきた道中 てれすこ（2007年、監督：平山秀幸） - 清十郎の妻・菊 役
- CMタイム（2012年、監督：久保田誠二）

### 劇場アニメ
- ジャングル大帝（1997年） - ビゾー 役[21]
- 魔法の剣 キャメロット（1998年） - ケイリー 役
- 花とアリス殺人事件（2015年） - 陸奥睦美 役

### 舞台
- リボンの騎士・鷲尾高校演劇部奮闘記（1998年） - 池田まゆみ 役
- オズの魔法使い ON ICE（1997年 - 1998年） - ドロシーの声
- ユーリンタウン（2004年） - ホープ・クラッドウェル 役
- キレイ〜神様と待ち合わせした女〜（2005年） - ケガレ 役
- ジキル＆ハイド（2005年） - エマ・カルー 役
- KABUKU（2006年） - 遊女おふみ 役
- PIPPN（2007年） - カトリーヌ 役
- Yuming Song Musical ガールフレンズ（2008年） - 真理子 役（堀内敬子とダブルキャスト）
- ベントラー・ベントラー・ベントラー（2008年）
- サンデー・イン・ザ・パーク・ウィズ・ジョージ（2009年） - セレステ1 役
- サッちゃんの明日（2009年） - サッちゃん 役
- リズミックタウン（2011年） - リン 役
- 三ツ星キッチン ミュージカル『TOMORROW』（2013年） - 編集長 役
- もっと泣いてよフラッパー（2014年） - フラポー嬢 役
- ミュージカル『ビッグ・フィッシュ』（2017年2月、日生劇場） - ジェニー・ヒル 役
- TXT vol.2「ID」（2021年） - 教授 役

## ディスコグラフィ

### シングル

#### CDシングル
1. 泣かないぞェ（1995年8月8日、ダブル・オーレコード） - 「今田耕司のシブヤ系うらりんご」テーマソング[17]
2. なんで なんで ナンデ?（1996年1月1日、ダブル・オーレコード） - 日本テレビ系「TVおじゃマンモス」テーマソング
3. kiss（1996年6月21日、ダブル・オーレコード） - 日本テレビ系「M-STAGE」エンディングテーマ
4. magic（1996年8月8日、ダブル・オーレコード）
5. ・・・of you（1996年11月1日、ダブル・オーレコード） - TBS系アニメ「きこちゃんすまいる」エンディングテーマ
6. Who Who Who（1997年3月31日、ダブル・オーレコード）
7. Shoobie Doobie Doing!（1997年7月1日、Sony Records/ダブル・オーレコード） -  フジテレビ系ドラマ「木曜の怪談・魔法じかけのフウ」主題歌
8. キミとボク（1998年5月1日、Sony Records/ダブル・オーレコード） -  フジテレビ系「ポンキッキーズ」メロディ
  - 2022年4月27日にソニー・ミュージックダイレクトからアナログ盤が発売[22]
9. Be With You　※「LANLAN」名義（2001年12月27日、avex trax） - フジテレビスペシャルドラマ「愛と青春の宝塚」テーマソング

#### 配信シングル
- ビュリホー ビュリホー（2019年12月17日）
- Mother（2020年4月24日）
- Just Do it, Do it over（2021年5月21日）

### アルバム
| 枚     | 発売日         | タイトル                           | 収録内容 | 型番                        | 備考 |
| ------ | -------------- | ---------------------------------- | --- | --------------------------- | --- |
| 1st    | 1996年3月21日  | Bottomless Witch                   | 1. SAY HELLO! 2. 恋するマテリアル 3. 泣かないぞェ 4. ハッスル・ジェット 5. 莫大な空 6. 渚のうわさ 7. 花とみつばち 8. Rock'n' Roll Far East 9. グラマラス 10. なんで なんで ナンデ? | OOCO-8 SRCL-4158（再発売）  | - 初回は三方背ケース仕様 - 1997年11月4日に再発売された |
| 2nd    | 1996年11月21日 | One and Only                       | 1. ROUGE 2. kiss 3. shy (ALBUM MIX) 4. BALANCE 5. ・・・of you 6. Secret Treasure 7. RUB-A-DUB-DUB 8. Dearest (ALBUM MIX) 9. magic 10. Love & More.... 11. VERY GOOD! ANOTHER ONE | OOCO-22 SRCL-4159（再発売） | - 初回は紙ジャケット仕様 - 1997年11月4日に再発売された |
| ベスト | 2023年7月26日  | All Time Best ～Yesterday＆Today～ | 1. 泣かないぞェ 2. なんで なんで ナンデ? 3. kiss 4. magic 5. ・・・of you 6. Shoobie Doobie Doing! 7. キミとボク 8. 迷宮輪舞曲 9. MOTHER 10. Just Do it, Do it over 11. Meet The Flintstone 12. Bye Bye Baby 13. Rain 14. 戦場のラブレター 15. 明日、またね、、、。 16. キミとボク (リモートバージョン) ※ボーナストラック | MHCL-3039                   | - CDでリリースされたシングルのほか、配信曲・洋楽カバー・新曲で構成されたベストアルバム。 - 6枚目のシングル「Who Who Who」及びLAN LAN名義でリリースされたマキシシングル「Be With You」は収録されていない。 |

### 企画盤
- MAGIC OF LOVE　※「TOo's」名義（1994年11月21日） - ABC・テレビ朝日系アニメ『魔法陣グルグル』オープニングテーマ[23]
- 一寸桃金太郎／汽車ポッポ鉄道どこまでも／四つの季節（シスターラビッツ（鈴木蘭々＆安室奈美恵））（1995年6月1日） - フジテレビ系『ポンキッキーズ』メロディ
- 風・今日・自由〜To love is to be free（GAO）（1996年2月21日） - 「愛をつかもうよ」カップリング曲　コーラス参加
- 太陽とハナウタ（渡辺満里奈&鈴木蘭々）（1997年10月22日、Sony Records/ダブル・オーレコード）

### VHS
- visualand（1997年3月21日、ダブル・オーレコード）

### タイアップ
- 花とみつばち（よみうりテレビ「あさパラ!」テーマソング、デビューアルバムBottomless Witchに収録されている、郷ひろみの同曲のカバー）
- Love & More....（テレビ朝日系列「たけしの万物創世紀」第4期エンディングテーマ）

## 書籍

### 単行本
- らんらんの本ちゃん（1997年3月3日、ソニー・マガジンズ）
- スズキの開き（1999年12月1日、マガジンハウス）